# Marko Jakolić
Marko Jakolić , slovenski nogometaš, * 16. april 1991, Brežice.

## Življenjepis
Jakolić se je rodil in začel svojo nogometno pot v Brežicah.Ta kraj leži na jugovzhodu Slovenije v pokrajini Posavje. Doslej je igral za 7 različnih klubov v Sloveniji, Švici ter Bolgariji in je eden redkih nogometašev, ki lahko igrajo enako dobro z obema nogama. Trenutno igra za Krško na položaju desnega bočnega branilca. Doslej je zbral 55 prvoligaških nastopov v 1 SNL (Celje, Krško)